# Figueiredo (Braga)
Figueiredo é uma povoação portuguesa que é sede da Freguesia de Figueiredo do Município de Braga, freguesia com 2,03 km² de área e 1150 habitantes (censo de 2021), tendo, por isso, uma densidade populacional de 566,5 hab./km².

## Demografia
A população registada nos censos foi:
| Distribuição da População por Grupos Etários | Distribuição da População por Grupos Etários | Distribuição da População por Grupos Etários | Distribuição da População por Grupos Etários | Distribuição da População por Grupos Etários |
| -------------------------------------------- | -------------------------------------------- | -------------------------------------------- | -------------------------------------------- | -------------------------------------------- |
| Ano                                          | 0-14 Anos                                    | 15-24 Anos                                   | 25-64 Anos                                   | > 65 Anos                                    |
| 2001                                         | 255                                          | 208                                          | 656                                          | 99                                           |
| 2011                                         | 201                                          | 157                                          | 703                                          | 137                                          |
| 2021                                         | 145                                          | 142                                          | 655                                          | 208                                          |

## Património

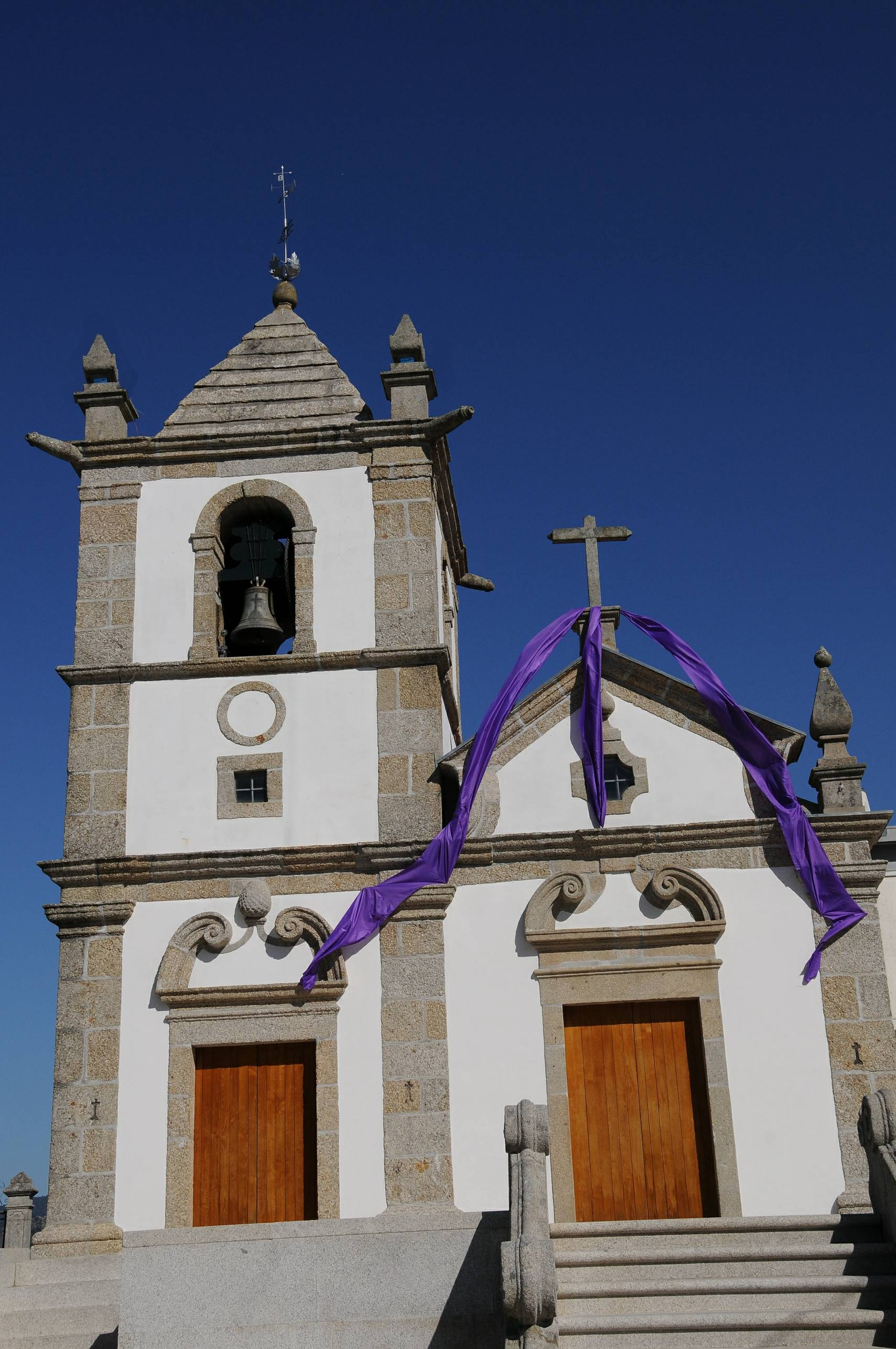
Igreja de Figueiredo

- Igreja de São Salvador (Figueiredo) ou Igreja Paroquial de Figueiredo
- Capela Nossa Senhora de Fátima (Figueiredo)
- Casa e Quinta de São Brás da Torre, incluindo capela, jardim e mata

## Resultados eleitorais
Eleições autárquicas (Junta de Freguesia)
| Partido     | %    | M    | %    | M    | %    | M    | %    | M    | %    | M    | %    | M    | %    | M    | %    | M    | %    | M    | %    | M    | %    | M    |
| Partido     | 1976 | 1976 | 1979 | 1979 | 1982 | 1982 | 1985 | 1985 | 1989 | 1989 | 1993 | 1993 | 1997 | 1997 | 2001 | 2001 | 2005 | 2005 | 2009 | 2009 | 2013 | 2013 |
| ----------- | ---- | ---- | ---- | ---- | ---- | ---- | ---- | ---- | ---- | ---- | ---- | ---- | ---- | ---- | ---- | ---- | ---- | ---- | ---- | ---- | ---- | ---- |
| CDS-PP      | 41,8 | 3    | 46,2 | 4    |      |      | 23,6 | 2    |      |      | 18,7 | 1    | 14,3 | 1    |      |      |      |      |      |      |      |      |
| PS          | 31,7 | 2    | 33,5 | 3    | 42,4 | 4    | 48,8 | 4    | 59,6 | 3    | 44,7 | 3    | 53,8 | 5    | 41,3 | 4    | 51,0 | 5    | 63,5 | 7    | 66,8 | 7    |
| PPD/PSD     | 21,8 | 2    | 21,7 | 2    |      |      |      |      | 39,1 | 4    | 34,7 | 3    | 29,3 | 3    |      |      |      |      |      |      |      |      |
| AD          |      |      |      |      | 48,3 | 5    |      |      |      |      |      |      |      |      |      |      |      |      |      |      |      |      |
| PPM         |      |      |      |      |      |      | 15,0 | 1    |      |      |      |      |      |      |      |      |      |      |      |      |      |      |
| PSD-CDS-PPM |      |      |      |      |      |      |      |      |      |      |      |      |      |      | 52,5 | 5    | 28,1 | 3    | 27,0 | 2    | 24,7 | 2    |
| IND         |      |      |      |      |      |      |      |      |      |      |      |      |      |      |      |      | 18,5 | 1    |      |      |      |      |